# Gabriele Ferdinando Bentoglio
Gabriele Ferdinando Bentoglio (ur. 7 marca 1962 w Trescore Balneario) – włoski duchowny katolicki, podsekretarz Papieskiej Rady ds. Duszpasterstwa Migrantów i Podróżujących.

## Życiorys
22 kwietnia 1989 otrzymał święcenia kapłańskie. 
6 maja 2010 został mianowany przez Benedykta XVI podsekretarzem Papieskiej Rady ds. Duszpasterstwa Migrantów i Podróżujących, zastępując na tym stanowisku ks. Novatusa Rugambwę.